# Aeroporti in Italia
Gli aeroporti in Italia sono variamente distribuiti nelle varie regioni italiane; a ciascuno di essi è assegnato un codice aeroportuale ICAO.
Il nome, nel caso di aeroporti aperti al traffico civile, è quello della documentazione ufficiale prodotta dall'Ente nazionale per l'aviazione civile (ENAC).
Gli aeroporti sono raggruppati distinguendo tre gruppi: aeroporti certificati dall'ENAC, aeroporti presenti nelle liste ENAC e aeroporti non presenti nelle liste ENAC. Il numero totale di aeroporti è 126.
Questo elenco non comprende eliporti e idroscali, anche se inclusi nelle liste ENAC.
| Indice Abruzzo · Calabria · Campania · Emilia-Romagna · Friuli Venezia Giulia · Lazio · Liguria · Lombardia · Marche · Piemonte · Puglia · Sardegna · Sicilia · Toscana · Trentino-Alto Adige · Umbria · Valle d'Aosta · Veneto |

## Abruzzo

### Aeroporti certificati ENAC
- Aeroporto di Pescara (PSR, LIBP)

### Altri aeroporti ENAC
- Aeroporto di L'Aquila-Parchi (QAQ, LIAP)

## Calabria

### Aeroporti certificati ENAC
- Aeroporto di Lamezia Terme (SUF, LICA)
- Aeroporto di Reggio Calabria (REG, LICR)
- Aeroporto di Crotone (CRV, LIBC)

### Altri aeroporti
- Aeroporto di Scalea (LICK)
- Aeroporto ed eliporto militare di Vibo Valentia (LIBJ)

## Campania

### Aeroporti certificati ENAC
- Aeroporto di Napoli-Capodichino (NAP, LIRN)
- Aeroporto di Salerno-Costa d'Amalfi (QSR, LIRI)

### Altri aeroporti ENAC
- Aeroporto di Capua (LIAU)

### Militari autorizzati al traffico civile
- Aeroporto di Benevento-Olivola (LIRO)
- Aeroporto di Grazzanise (QTC, LIRM)

## Emilia-Romagna

### Aeroporti certificati ENAC
- Aeroporto di Bologna-Borgo Panigale (BLQ, LIPE)
- Aeroporto di Parma (PMF, LIMP)
- Aeroporto di Rimini-Miramare (RMI, LIPR)
- Aeroporto di Forlì (FRL, LIPK)

### Altri aeroporti ENAC
- Aeroporto di Carpi-Budrione (LIDU)
- Aeroporto di Ferrara-San Luca (LIPF)
- Aeroporto di Lugo (LIDG)
- Aeroporto di Modena (ZMO, LIPM)
- Aeroporto di Pavullo nel Frignano (LIDP)
- Aeroporto di Prati Vecchi d'Aguscello (LIDV)
- Aeroporto di Ravenna (RAN, LIDR)
- Aeroporto di Reggio Emilia (QIE, LIDE)

### Altri aeroporti
- Aeroporto di Cervia-Pisignano (LIPC)
- Aeroporto di Piacenza-San Damiano (LIMS)
- Base aerea di Poggio Renatico (LIVK)

## Friuli Venezia Giulia

### Aeroporti certificati ENAC
- Aeroporto di Trieste-Ronchi dei Legionari (TRS, LIPQ)

### Altri aeroporti ENAC
- Aeroporto di Udine-Campoformido (UD CAMPOFR, LIPD)
- Aeroporto di Gorizia (LIPG)

### Altri aeroporti
- Base aerea di Aviano (AVB, LIPA)
- Aeroporto di Casarsa (LIDK)
- Aeroporto di Rivolto (RIV, LIPI)

## Lazio

### Aeroporti certificati ENAC
- Aeroporto di Roma-Ciampino (CIA, LIRA)
- Aeroporto di Roma-Fiumicino (FCO, LIRF)

### Altri aeroporti ENAC
- Aeroporto di Aquino (LIAQ)
- Aeroporto di Guidonia (LIRG)
- Aeroporto di Latina (QLT, LIRL)
- Aeroporto di Rieti (QRT, LIQN)
- Aeroporto di Roma-Urbe (QIU, LIRU)
- Aeroporto di Viterbo (VTR, LIRV)

### Altri aeroporti
- Aeroporto di Frosinone (QFR, LIRH)
- Aeroporto di Furbara (LIAR)
- Aeroporto di Pratica di Mare (LIRE)
- Aeroporto di Roma-Centocelle (LIRC)

## Liguria

### Aeroporti certificati ENAC
- Aeroporto di Albenga-Riviera Airport (ALL, LIMG)
- Aeroporto di Genova-Sestri (GOA, LIMJ)

### Altri aeroporti ENAC
- Aeroporto di Sarzana-Luni (QLP, LIQW)

## Lombardia

### Aeroporti certificati ENAC
- Aeroporto di Bergamo-Orio al Serio (BGY, LIME)
- Aeroporto di Brescia-Montichiari (VBS, LIPO)
- Aeroporto di Milano-Linate (LIN, LIML)
- Aeroporto di Milano-Malpensa (MXP, LIMC)

### Altri aeroporti ENAC
- Aeroporto di Alzate Brianza (LILB)
- Aeroporto di Bresso (QIB, LIMB)
- Aeroporto di Calcinate del Pesce (LILC)
- Aeroporto di Cremona-Migliaro (LILR)
- Aeroporto di Mantova-Migliaretto (LIDM)
- Aeroporto di Valbrembo (LILV)
- Aeroporto di Varese-Venegono (QIV, LILN)
- Aeroporto di Vergiate (LILG)
- Aeroporto di Voghera-Rivanazzano (LILH)

### Altri aeroporti
- Aeroporto di Ghedi (LIPL)

## Marche

### Aeroporti certificati ENAC
- Aeroporto di Ancona-Falconara (AOI, LIPY)

### Altri aeroporti ENAC
- Aeroporto di Fano (IT-FAO, LIDF)

## Piemonte

### Aeroporti certificati ENAC
- Aeroporto di Cuneo-Levaldigi (CUF, LIMZ)
- Aeroporto di Torino-Caselle (TRN, LIMF)

### Altri aeroporti ENAC
- Aeroporto di Alessandria (LILA)
- Aeroporto di Biella-Cerrione (LILE)
- Aeroporto di Casale Monferrato (LILM)
- Aeroporto di Novi Ligure (LIMR)
- Aeroporto di Torino-Aeritalia (QIA, LIMA)
- Aeroporto di Vercelli (LILI)

### Altri aeroporti
- Aeroporto di Cameri (LIMN)
- Aeroporto di Venaria Reale (LILW)

## Puglia

### Aeroporti certificati ENAC
- Aeroporto di Bari-Palese (BRI, LIBD)
- Aeroporto di Brindisi-Casale (BDS, LIBR)
- Aeroporto di Foggia (FOG, LIBF)
- Aeroporto di Taranto-Grottaglie (TAR, LIBG)

### Altri aeroporti ENAC
- Aeroporto di Lecce-San Cataldo (LINL)

### Altri aeroporti
- Aeroporto di Amendola (LIBA)
- Aeroporto di Gioia del Colle (LIBV)
- Aeroporto di Lecce-Galatina (LCC, LIBN)

## Sardegna

### Aeroporti certificati ENAC
- Aeroporto di Alghero-Fertilia (AHO, LIEA)
- Aeroporto di Cagliari-Elmas (CAG, LIEE)
- Aeroporto di Olbia-Costa Smeralda (OLB, LIEO)

### Altri aeroporti ENAC
- Aeroporto di Tortoli-Arbatax (TTB, LIET)

### Altri aeroporti
- Aeroporto di Decimomannu (DCI, LIED)
- Aeroporto di Olbia-Venafiorita (LIEV)
- Aeroporto di Oristano-Fenosu (FNU, LIER)

## Sicilia

### Aeroporti certificati ENAC
- Aeroporto di Catania-Fontanarossa (CTA, LICC)
- Aeroporto di Comiso (CIY, LICB)
- Aeroporto di Lampedusa (LMP, LICD)
- Aeroporto di Palermo-Punta Raisi (PMO, LICJ)
- Aeroporto di Trapani-Birgi (TPS, LICT)

### Altri aeroporti ENAC
- Aeroporto di Palermo-Boccadifalco (LICP)
- Aeroporto di Pantelleria (PNL, LICG)

### Altri aeroporti
- Base aerea di Sigonella (NSY, LICZ)

## Toscana

### Aeroporti certificati ENAC
- Aeroporto di Firenze-Peretola (FLR, LIRQ)
- Aeroporto di Grosseto (GRS, LIRS)
- Aeroporto di Marina di Campo (EBA, LIRJ)
- Aeroporto di Pisa-San Giusto (PSA, LIRP)

### Altri aeroporti ENAC
- Aeroporto di Arezzo (LIQB)
- Aeroporto di Lucca-Tassignano (LCV, LIQL)
- Aeroporto di Massa-Cinquale (QMM, LILQ)
- Aeroporto di Siena-Ampugnano (SAY, LIQS)

### Altri aeroporti
- Aeroporto di Pontedera (LIAT)

## Trentino-Alto Adige

### Aeroporti certificati ENAC
- Aeroporto di Bolzano (BZO, LIPB)

### Altri aeroporti ENAC
- Aeroporto di Trento-Mattarello (QIT, LIDT)

### Altri aeroporti
- Aeroporto di Dobbiaco (LIVD)

## Umbria

### Aeroporti certificati ENAC
- Aeroporto di Perugia (PEG, LIRZ)

### Altri aeroporti ENAC
- Aeroporto di Foligno (LIAF)

### Altri aeroporti
- Aeroporto di Terni-Alvaro Leonardi (QIL, LIAA)

## Valle d'Aosta

### Aeroporti certificati ENAC
- Aeroporto di Aosta (AOT, LIMW)

## Veneto

### Aeroporti certificati ENAC
- Aeroporto di Treviso-Sant'Angelo (TSF, LIPH)
- Aeroporto di Venezia-Marco Polo (VCE, LIPZ)
- Aeroporto di Verona-Villafranca (VRN, LIPX)

### Altri aeroporti ENAC
- Aeroporto di Asiago (LIDA)
- Aeroporto di Belluno (BLX, LIDB)
- Aeroporto di Legnago (LIDL)
- Aeroporto di Padova (QIP, LIPU)
- Aeroporto di Thiene (LIDH)
- Aeroporto di Venezia-Lido (LIPV)
- Aeroporto di Verona-Boscomantico (QBS, LIPN)

### Altri aeroporti
- Aeroporto di Ca' Negra (LIDC)
- Aeroporto di Cortina d'Ampezzo-Fiames (LIDI)
- Aeroporto di Treviso-Istrana (LIPS)
- Aeroporto di Vicenza (LIPT)